# Центр (Кременчук)
Центр мі́ста, центр — місцевість Кременчука. Розташована в центрально-західній частині міста.

## Розташування
Місцевість розташована на півдні лівобережного Кременчука. На півночі межує зі Щемилівкою, на сході — з Першим занасипом. Характерною особливістю Центру є те, що по його території проходить межа між районами міста — Крюківським і Автозаводським — по вулицях Троїцькій та Небесної Сотні.
Обмежена:
- на півночі: вулицями Полковника Гегечкорі, Небесної Сотні та Сумською
- на сході: вулицею Лікаря О. Богаєвського, проспектом Свободи та вулицею Халаменюка
- на південному сході: залізницею, парком Придніпровським (до вул. Миколи Залудяка)
- на півдні: вулицями Театральною та Університетською
- на заході: Придніпровським парком

## Опис
У Центрі розташовано велика кількість об'єктів: гімназії, ліцеї, університети, бібліотеки, дві площі — Незалежнсоті і Перемоги. На південному заході знаходиться Придніпровський парк, на південному сході — парк Слави.
Транспорт який обслуговує мікрорайон Центр: Тролейбус 1, 2, 3Б, 5, 5А+, 7, 11А+, 15Б+, 18А+, 25А+, 26А+, 28А+
Автобус 10А, 25
Маршрутне таксі 1, 2, 2В, 3А, 3Б, 9, 10, 11, 12, 13, 15, 15Б, 16, 17, 18, 24, 28, 30
У місцевості Центр знаходиться центральне відділення Укрпошти 39600 (вул. Ігоря Сердюка 20) та Укрпошта 5 (вул. Полковника Гегечкорі 4).

## Галерея

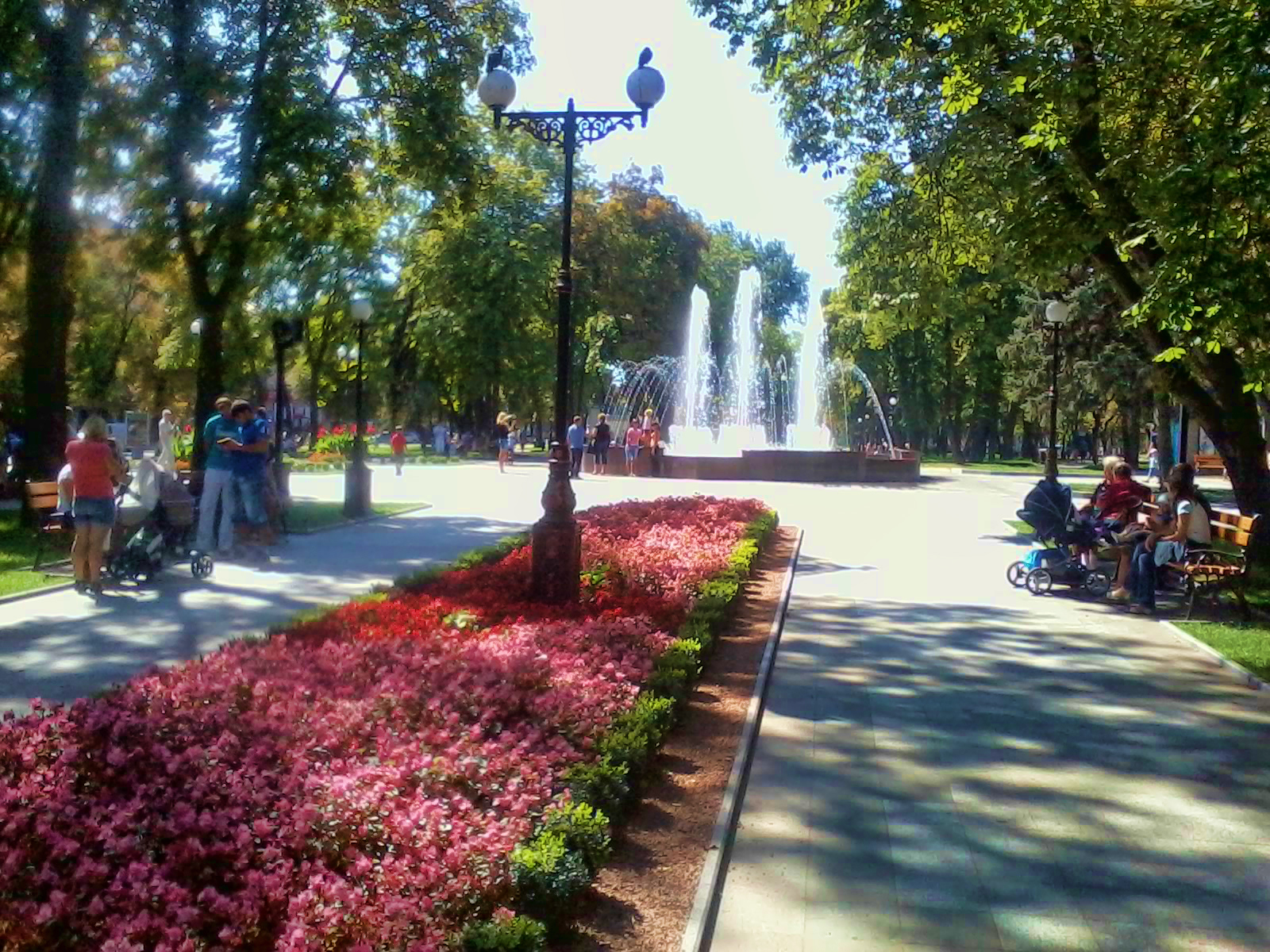
Сквер імені Олега Бабаєва
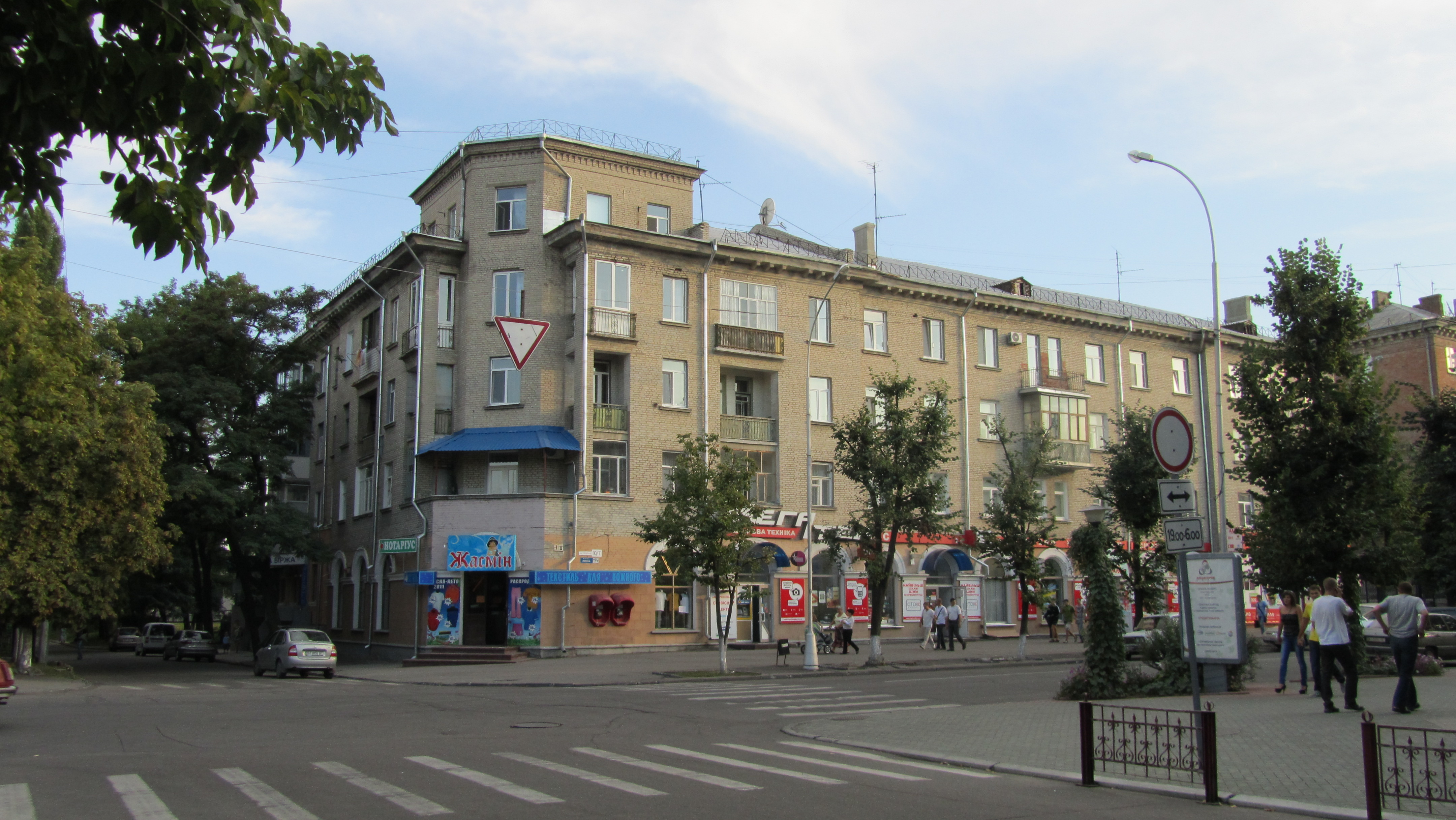
Перехрестя вулиці Залудяка з Соборною
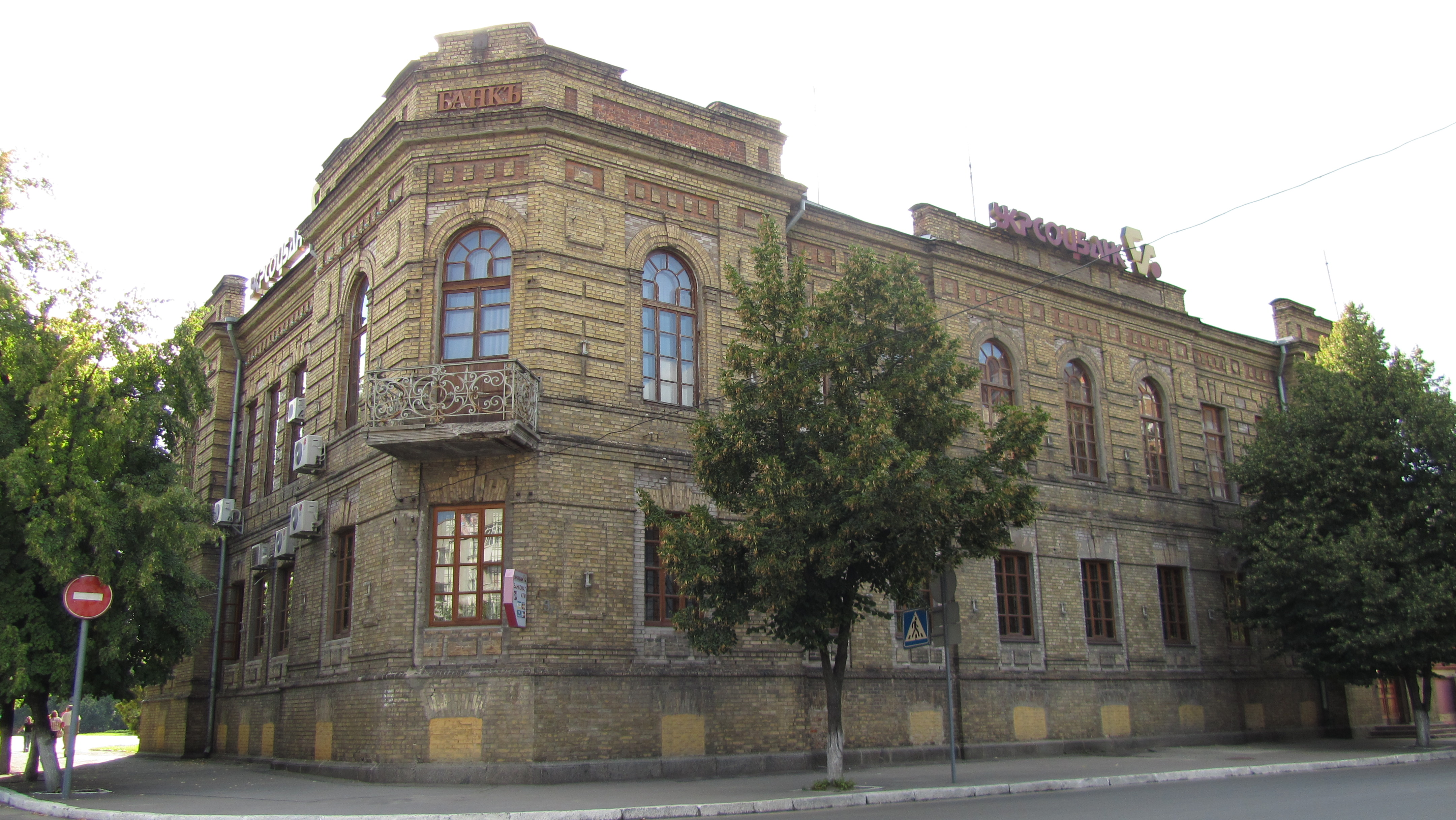
Будинок Банку
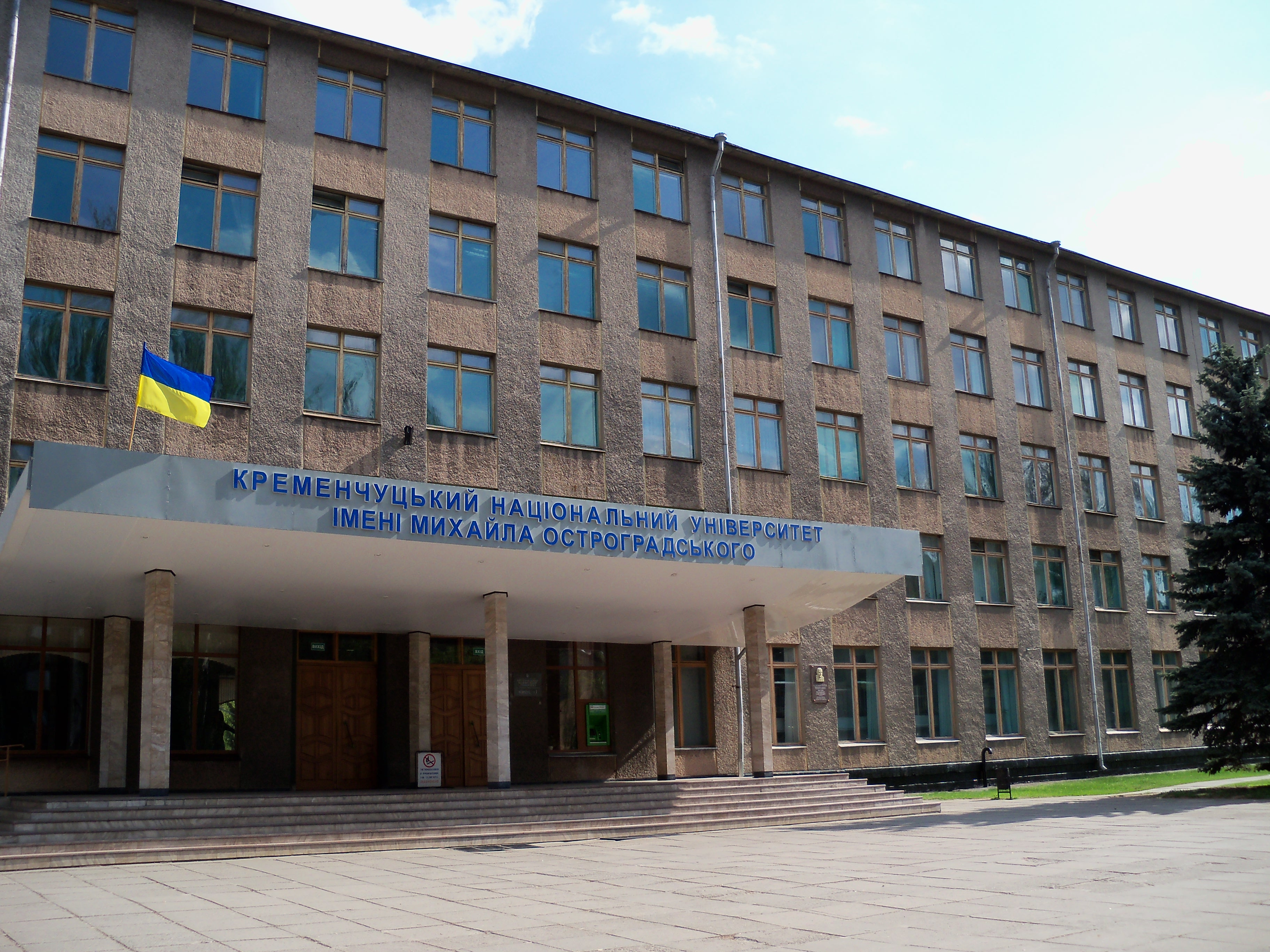
КНУ ім. Михайла Остроградського
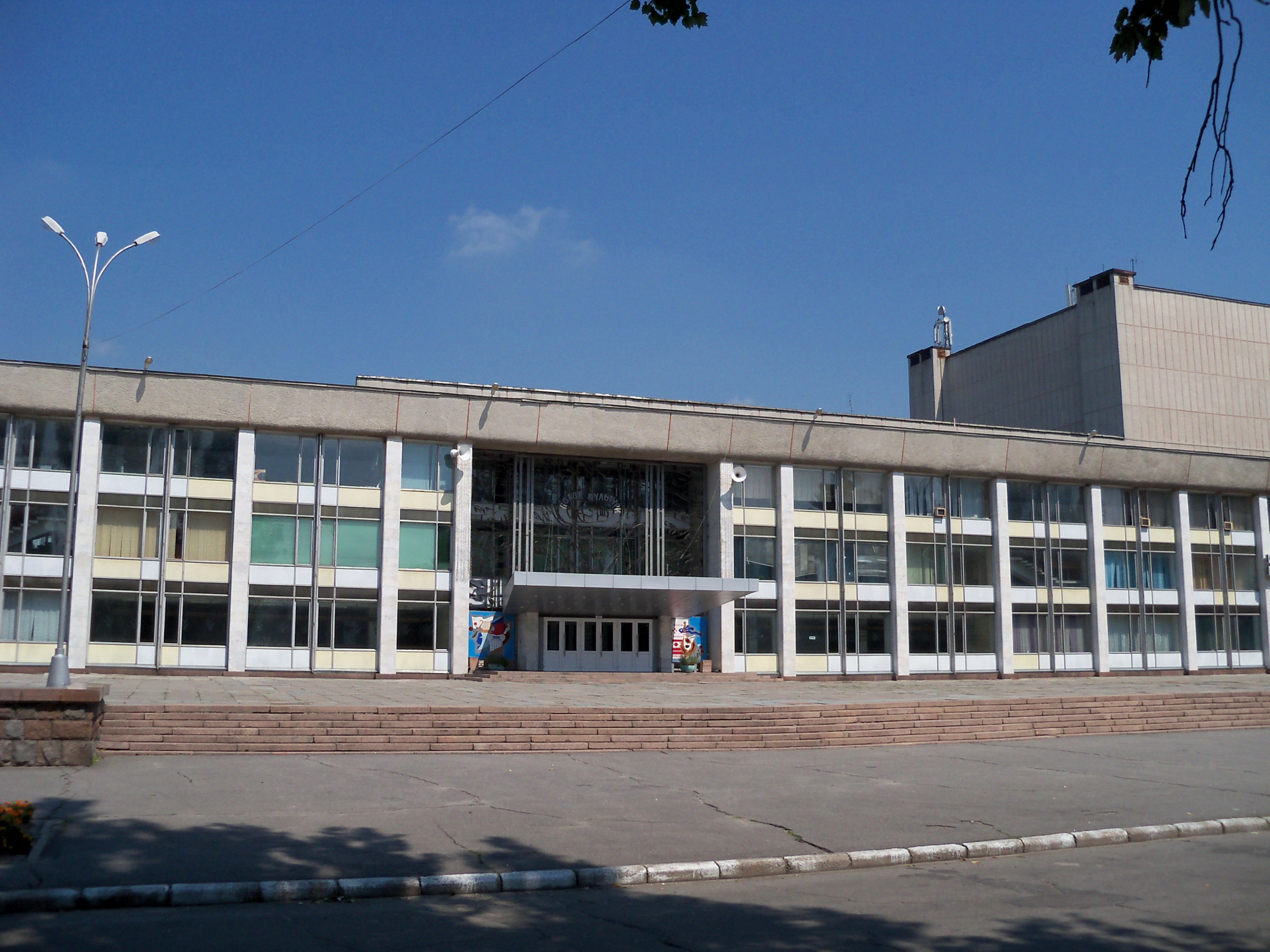
Міський палац культури